# Semperoncis
Semperoncis is een geslacht van weekdieren uit de klasse van de Gastropoda (slakken).

## Soorten
- Semperoncis glabra (Semper, 1885)
- Semperoncis montana (Plate, 1893)